# My Fair Lady (film)
Pour les articles homonymes, voir My Fair Lady (homonymie).
Pour plus de détails, voir Fiche technique et Distribution.
My Fair Lady est un film musical américain de George Cukor sorti en 1964.

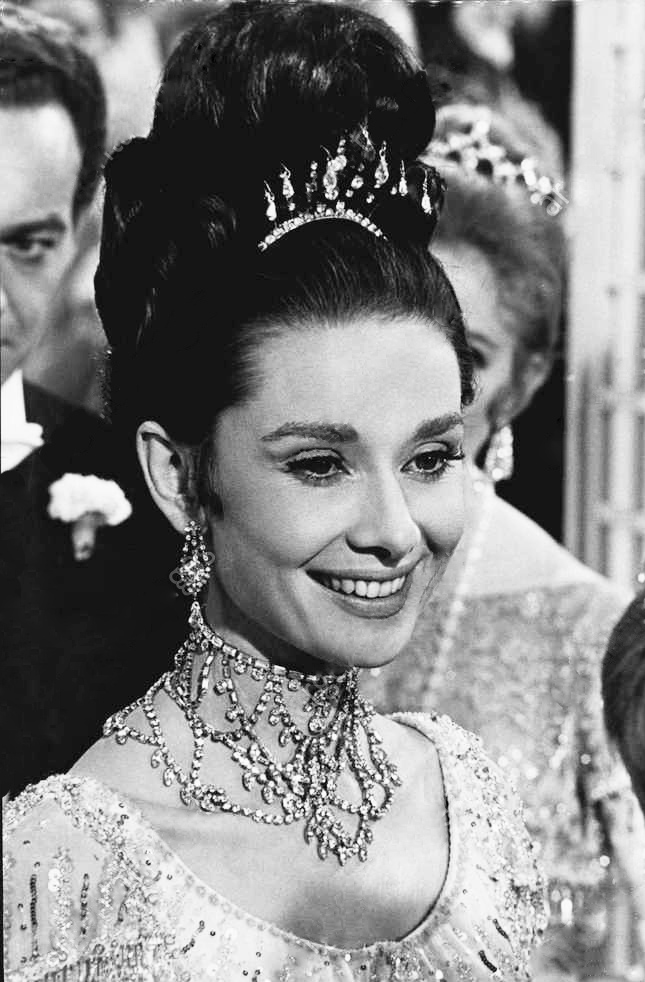
Audrey Hepburn

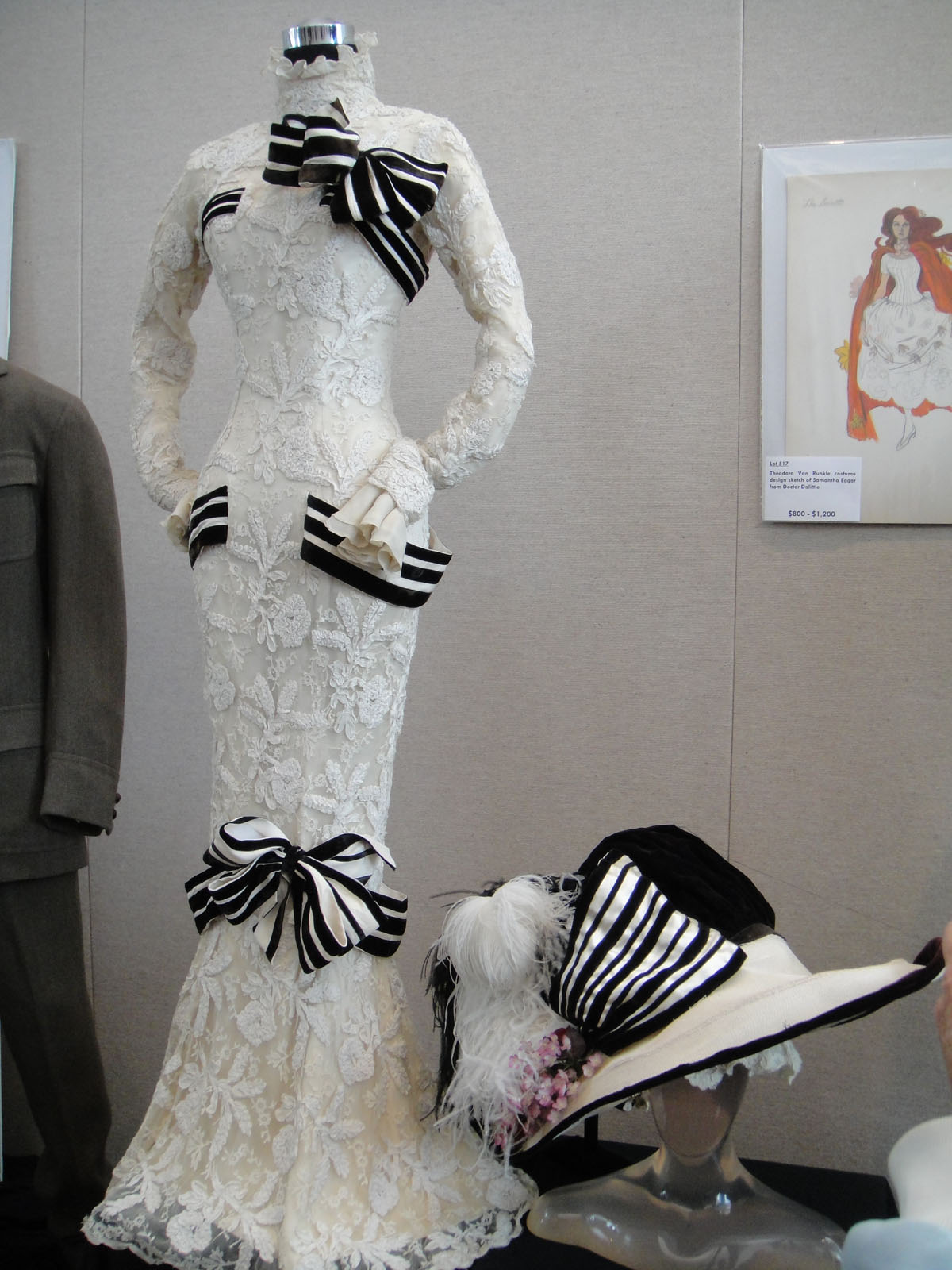
Un des costumes créés par Cecil Beaton et portés par Audrey Hepburn dans le film.

Adapté de la comédie musicale du même nom de Frederick Loewe et Alan Jay Lerner créée en 1956, elle-même inspirée de la pièce de George Bernard Shaw, Pygmalion (1914), il met en vedette Rex Harrison et Audrey Hepburn et a reçu de nombreuses distinctions dont huit Oscars en 1965.

## Synopsis
Londres, au début du XXe siècle. Eliza Doolittle, une pauvre fleuriste cockney, demande au prétentieux professeur Higgins, qui se moque de son langage « primaire », des leçons de phonétique afin de parler comme une « lady dans une boutique de fleurs ». Le colonel Pickering, ami et collègue du professeur, propose un pari à ce dernier : transformer suffisamment Eliza pour la faire passer pour une grande dame raffinée lors d'une réception à l'ambassade de Transylvanie, quelques mois plus tard. Higgins relève le défi et installe la jeune fille chez lui au terme d'un contrat verbal dont la durée est fixée à six mois : Eliza ne payera pas ses leçons de phonétique mais elle sera le « cobaye » de Higgins, lequel s'engage à mettre toute sa science au service d'un projet, celui de la faire parler comme une duchesse, dont le test final sera l'apparition d'Eliza à un bal de la cour. Le père d'Eliza, un éboueur quelque peu anarchiste, plein de vitalité et animé d'une joyeuse verve populaire, vient s'enquérir des intentions du professeur et repart avec l'argent qu'il lui a demandé en compensation de la « perte » de sa fille.
Les leçons commencent, sans autre résultat dans un premier temps que celui d'exaspérer l'élève, jusqu'à ce qu'une nuit, vers quatre heures du matin, le miracle se produise et qu'Eliza parvienne à prononcer correctement la phrase fatidique : « The rain in Spain stays mainly in the plain ». Ce premier succès donne lieu à une danse triomphale au terme de laquelle Eliza, s'avouant qu'elle aurait pu « danser toute la nuit », prend conscience du fait qu'elle est amoureuse de son pygmalion.
Quelques leçons plus tard, Higgins et Pickering décident de montrer leur élève en public et la conduisent aux courses d'Ascot, dans la loge de la mère du professeur, une femme ouverte et intelligente qui fait partie de la gentry. Mais l'expérience tourne à la catastrophe lorsque Eliza laisse échapper dans un excès d'enthousiasme un retentissant « C'mon Dover, move your bloomin ' arse ! » à l'adresse du cheval sur lequel elle a misé. Les aristocrates présents sont profondément choqués – à l'exception du jeune et naïf Freddy Eynsford-Hill, foudroyé par le charme de la jeune fille.
Eliza se rend compte de l'énormité de sa gaffe mais Higgins ne se laisse pas décourager et la petite troupe se rend finalement au bal de l'ambassade où Eliza impressionne tout le monde par sa distinction et sa grâce, à commencer par un linguiste hongrois réputé qui la déclare hongroise et de sang royal, au grand amusement d'Higgins. De retour chez le professeur, lui et Pickering se congratulent mutuellement de la réussite du projet, avec force amabilités, en négligeant de féliciter sa principale actrice : Eliza. Profondément blessée, la jeune fille se réfugie chez Mme Higgins, après avoir appris que son père, qui s'est subitement enrichi grâce à un héritage inattendu (Higgins l'avait recommandé comme brillant spécialiste de la moralité publique auprès d'un milliardaire américain qui lui a laissé une coquette somme d'argent en héritage), décide d'abandonner ses idées radicales pour celles de la classe moyenne conservatrice, et a décidé de se marier.
Le lendemain, Higgins tente de convaincre Eliza de revenir mais celle-ci, hésitante entre ses sentiments envers son Pygmalion et la perspective d'une possible indépendance, refuse comme elle a refusé auparavant sa main au pauvre Freddy. Le professeur se rend compte, alors qu'il rentre chez lui morne et solitaire, qu'il avait fini par « s'habituer » à elle. Alors qu'il réécoute un cylindre sur lequel il avait enregistré la voix de son élève, Eliza pénètre dans le bureau. Il lui demande ses pantoufles.

## Fiche technique
- Réalisation : George Cukor, assisté de David S. Hall
- Scénario : Alan Jay Lerner d'après sa comédie musicale et la pièce de George Bernard Shaw
- Direction artistique : Gene Allen
- Décors et costumes : Cecil Beaton
- Photographie : Harry Stradling Sr.
- Son : George Groves
- Montage : William H. Ziegler
- Lyrics : Alan Jay Lerner
- Musique : Frederick Loewe, André Previn (adaptation)
- Direction musicale : André Previn
- Production : Jack Warner
- Société de production : Warner Bros.
- Société de distribution : Warner Bros.
- Pays : États-Unis
- Langue : anglais
- Format : Couleurs (Technicolor) - 65 mm - 2,20:1 (Super Panavision 70) - Son stéréo 6 pistes
- Genre : Drame et film musical
- Durée : 166 minutes
- Dates de sortie :
  - États-Unis : 21 octobre 1964
  - France : 23 décembre 1964
- Affiches : Bill Gold, Bob Peak (États-Unis), Giuliano Nistri (Italie)

## Distribution
- Audrey Hepburn (VF : Martine Sarcey) : Eliza Doolittle
  - Marni Nixon (VF : Mathé Altéry) : Eliza Doolittle (chant)
- Rex Harrison (VF : Raymond Gérôme) : le professeur Henry Higgins
- Wilfrid Hyde-White (VF : Roger Treville) : le colonel Hugh Pickering
- Mona Washbourne (VF : Lita Recio) : Mme Pearce
- Stanley Holloway (VF : Jean Clarieux) : Alfred P. Doolittle, le père d'Eliza
- Jeremy Brett (VF : Jean Fontaine) : Freddy Eynsford-Hill
  - Bill Shirley : Freddy Eynsford-Hill (chant)
- Isobel Elsom (VF : Helene Tossy) : Mme Eynsford-Hill, la mère de Freddy
- Gladys Cooper (VF : Denise Grey) : Mme Higgins, la mère d'Henry
- Theodore Bikel (VF : Dominique Tirmont) : Zoltan Karpathy

Et, parmi les acteurs non crédités :
- John Alderson : Jamie
- Henry Daniell : l'ambassadeur
- Lillian Kemble-Cooper : l'épouse de l'ambassadeur
- Moyna MacGill : lady Boxington
- Patrick O'Moore : un passant
- Grady Sutton : un spectateur à Ascot / un invité au bal

## Chansons du film
- Why Can't the English? - Rex Harrison, Marni Nixon et Wilfrid Hyde-White
- Wouldn't It Be Loverly - Marni Nixon
- I'm an Ordinary Man - Rex Harrison
- With a Little Bit of Luck - Stanley Holloway
- Just You Wait - Marni Nixon
- Servants' Chorus - Chœur
- The Rain in Spain - Marni Nixon, Rex Harrison et Wilfrid Hyde-White
- I Could Have Danced All Night - Marni Nixon, Mona Washbourne et domestiques
- Ascot Gavotte - Chœur
- On the Street Where You Live - Bill Shirley
- You Did It - Rex Harrison, Wilfrid Hyde-White, Mona Washbourne et domestiques
- Show Me - Marni Nixon et Bill Shirley
- Get Me to the Church on Time - Stanley Holloway et chœur
- A Hymn to Him - Rex Harrison
- Without You - Marni Nixon et Rex Harrison
- I've Grown Accustomed to Her Face - Rex Harrison

## Distinctions

### Récompenses
- David di Donatello 1965 : Meilleure production étrangère
- Golden Globes 1965[4] :
  - Meilleur film musical ou de comédie
  - Meilleur réalisateur  : George Cukor
  - Meilleur acteur dans un film musical ou une comédie :  Rex Harrison
- Oscars 1965[5] :
  - Meilleur film
  - Meilleur réalisateur pour George Cukor
  - Meilleur acteur pour Rex Harrison
  - Meilleure direction artistique - couleur pour Gene Allen, Cecil Beaton et George James Hopkins
  - Meilleurs costumes - couleur pour Cecil Beaton
  - Meilleure photographie - couleur  pour Harry Stradling Sr.
  - Meilleur son pour George R. Groves
  - Meilleure musique de film - adaptation pour André Previn
- BAFTA 1966 : Meilleur film[6]

### Nominations
- Golden Globe 1965[4] :
  - Meilleure actrice dans un film musical ou une comédie : Audrey Hepburn
  - Meilleur acteur dans un second rôle : Stanley Holloway
- Oscars 1965[5] :
  - Meilleur acteur dans un second rôle  pour Stanley Holloway
  - Meilleure actrice dans un second rôle pour Gladys Cooper
  - Meilleur scénario adapté pour Alan Jay Lerner
  - Meilleur montage pour William H. Ziegler
- BAFTA 1966
  - Meilleur acteur britannique : Rex Harrison[6]

## Autour du film
- Audrey Hepburn, bien que n'étant pas chanteuse, fut préférée à Julie Andrews, interprète du rôle à Broadway mais dont la carrière cinématographique n'avait pas encore démarré. Cette dernière fut aussitôt engagée par les studios Disney et propulsée du jour au lendemain au rang de star grâce aux succès phénoménaux de Mary Poppins (1964) et de La Mélodie du bonheur (1965)[réf. nécessaire].
- Lors de sa venue à Paris pour la première du film, Audrey Hepburn passa sous silence dans une interview le fait qu'elle était doublée pour les parties chantées. Marni Nixon, qui double Audrey Hepburn pour les chansons du film, prêta également sa voix à Deborah Kerr dans Le Roi et moi et à Natalie Wood dans West Side Story[7]. Audrey Hepburn enregistra toutefois plusieurs chansons que l'on peut entendre dans les bonus DVD du film, dont Wouldn't it Be loverly et Show Me qu'elle interprète de façon très convaincante.
- L'édition DVD 2008 présente le film en version restauré avec notamment un remixage 5.1 de la version originale. La version française n'a en revanche pas été restaurée. Celle-ci a beaucoup été critiquée[réf. nécessaire] car souvent surjouée par rapport à la version originale. De plus, les travaux sur la phonétique et les différents jeux de mots ne sont pas bien retranscrits et multiplient les contresens. Enfin, la traduction en français des chansons est parfois inexacte. On peut notamment citer la chanson Just you wait qui devient en français J'vais t'en faire voir !

## Citations
- « Je pense que My Fair Lady est un film charmant… Audrey a joué ça avec beaucoup de brio. Elle travaille dur… Elle est extrêmement intelligente, inventive, modeste… et drôle. Quand vous travaillez avec elle vous ne sauriez croire qu’elle est une superstar. Elle est pleine de tact, c’est la créature la plus charmante du monde. Rex Harrison est magnifique également, il a réalisé une grande performance comme il l’avait fait sur scène. » (George Cukor[8].)